# Grez-en-Bouère
Grez-en-Bouère är en kommun i departementet Mayenne i regionen Pays de la Loire i nordvästra Frankrike. Kommunen ligger i kantonen Grez-en-Bouère som tillhör arrondissementet Château-Gontier. År 2022 hade Grez-en-Bouère 977 invånare.

## Befolkningsutveckling
Antalet invånare i kommunen Grez-en-Bouère
| Referens: INSEE |